# Maciej Piaszczyński
Maciej Piaszczyński (ur. 28 maja 1989 w Pleszewie) – polski żużlowiec.
Sport żużlowy uprawiał w latach 2005–2009 w klubach KM Ostrów Wielkopolski (2005, 2008), PSŻ Poznań (2006–2007) oraz Orzeł Łódź (2009).
Finalista młodzieżowych indywidualnych mistrzostw Polski (Toruń 2006 – jako rezerwowy). Finalista indywidualnych mistrzostw Europy juniorów (Częstochowa 2007 – XVI miejsce). Brązowy medalista młodzieżowych mistrzostw Polski par klubowych (Rybnik 2009) – w barwach klubu UKS Żaki Taczanów. Czterokrotny finalista turniejów o "Brązowy Kask" (2005 – XVII miejsce, 2006 – VII miejsce, 2007 – XV miejsce, 2008 – XV miejsce). Dwukrotny finalista turniejów o "Srebrny Kask" (2007 – IV miejsce, 2009 – XVI miejsce).